# Runaway Bay (televisieserie)
Runaway Bay is een Amerikaans/Brits/Franse jeugdserie die oorspronkelijk werd uitgezonden van 1992 tot 1993.
Op het eiland Martinique in het Caribisch gebied woont een groep vrienden die avonturen beleeft en misdaden oplost.
De serie werd voornamelijk geproduceerd door Lifetime Productions International Ltd met Ellipse Productions voor de televisienetwerken Antenne 2, CBS Television en Yorkshire Television. In het Verenigd Koninkrijk werd de serie vertoond op ITV. In Nederland was de serie van 1993 tot 1999 te zien op Kindernet.
Het openingslied wordt gezongen door Dana Dawson en is een bewerking van haar single "Romantic World" uit 1990, die een hit werd in Frankrijk.

## Afleveringen

### Seizoen 1
1. "Into the Night"
2. "Rotten Fish"
3. "Lonely Is the Brave"
4. "Taking the Rap"
5. "Fool's Gold"
6. "You Only Live Twice"
7. "Treasure Hunt"
8. "Curse of the Monkey's Skull"
9. "All That Glitters"
10. "Fast Forward"
11. "The Venture"
12. "History Revisited"

### Seizoen 2
1. "All in the Mine"
2. "Going for Gold"
3. "Race Like the Wind"
4. "Sink or Swim"
5. "The Escape"
6. "Heartbreak Hotel"
7. "The Secret Garden"
8. "The Robbery"
9. "Turtles Rule"

### Seizoen 3
1. "Music to My Ears"
2. "Bombs Away"
3. "Deadline"
4. "Masquerade"
5. "Radio Daze"